# Fructane

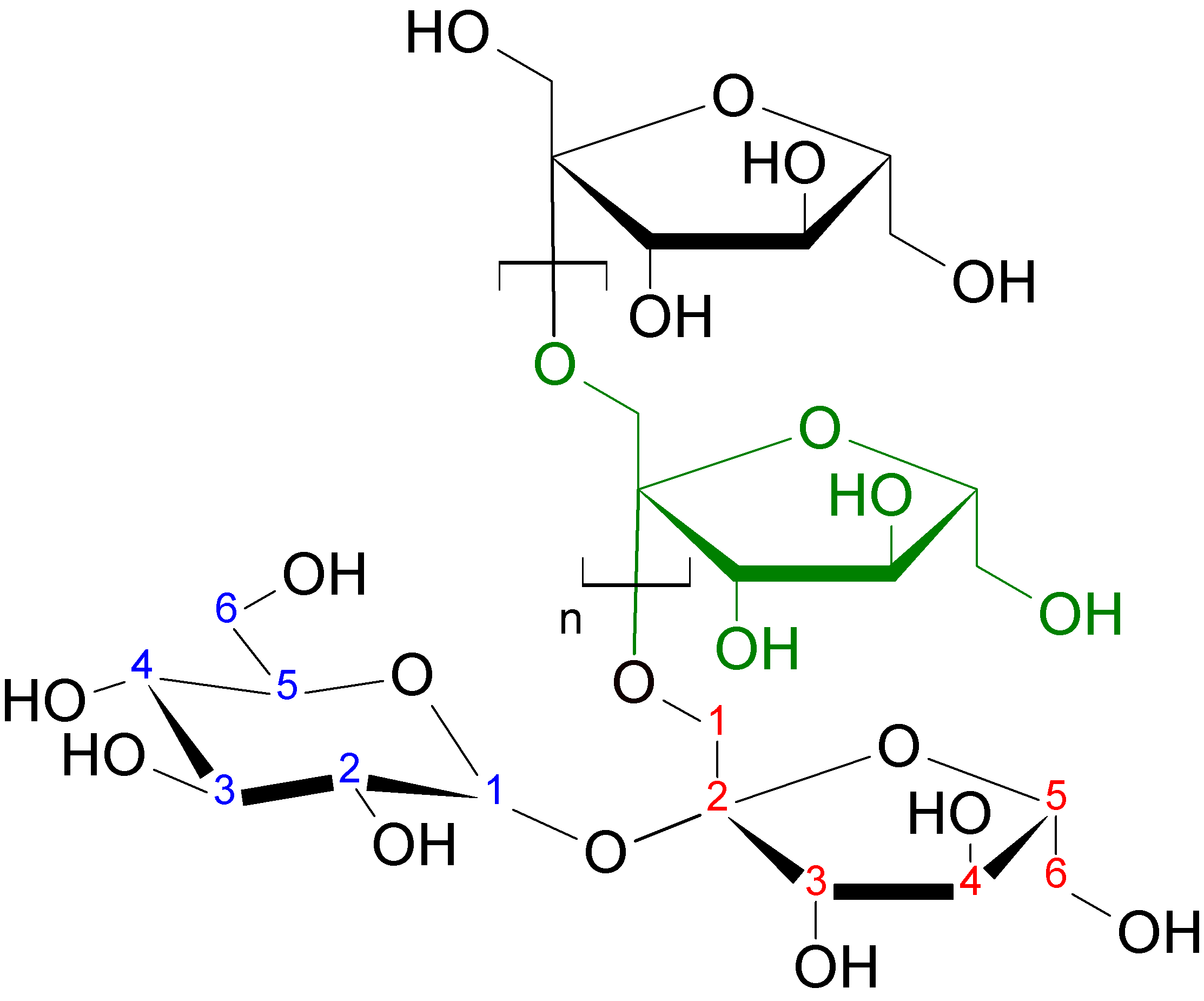
Structure de l'inuline, un fructane.

Les fructanes sont des homopolymères de fructose liés au résidu fructosyle ou glucosyle d’une molécule de saccharose. Ils sont synthétisés soit par les plantes, soit par les micro-organismes à partir du saccharose. Les fructanes constituent, au même titre que l'amidon, une réserve de carbone pour l'organisme qui les accumule.

## Structure et propriétés

### Les différents fructanes
On distingue quatre catégories de fructanes selon le type de liaison présente entre les unités de fructose.
L'inuline, un fructane accumulé par les plantes de la famille des Asteraceae, est constituée de résidus fructose liés par des liaisons osidiques β(2→1).
Les fructanes de type lévanes sont produits par les bactéries et sont constitués de résidus fructose liés par des liaisons β(2→6).
Les fructanes de type néosérie diffèrent des deux premiers types car les chaînes de résidus fructosyles sont liées au résidu glucosyle de la molécule de saccharose. Il existe deux sortes de fructanes de type néoséries, des fructanes de type néosérie inuline possédant des liaisons β(2→1) et des fructanes de type néosérie lévane possédant des liaisons de type β(2→6).
Les plantes de la famille des graminées (Poaceae) accumulent un autre type de fructane, les graminanes. Ceux-ci comportent à la fois les deux types de liaisons, pouvant représenter 75 à 90 % des glucides de réserve des organes végétatifs.

### Propriétés
Les fructanes sont donc des glucides non réducteurs car les résidus fructosyles sont liés entre eux par des liaisons O-glycosidiques en β-(2,1) ou en β-(2,6) engageant systématiquement la fonction cétone réductrice.
La taille des fructane est très variable. Elle est exprimée en degré de polymérisation (DP). Le DP correspond au nombre de monomères qui composent la chaîne. La longueur des molécules de fructanes varie de faible DP (DP = 3) en passant par des DP de 30 à 50, et exceptionnellement jusqu’à des DP supérieurs à 200.

## Sources
De nombreux aliments, notamment ceux issus de plantes de la famille des astéracées (artichaut, topinambour, chicorée …), contiennent des fructanes mais d'autres comme le riz sont incapables d'en synthétiser :
| Plantes alimentaires riches en fructanes, % de ms |                                 |               |
| Forme consommée                                   | Nom scientifique de la plante   | Teneur        |
| grains d'orge (très jeunes)                       | Hordeum vulgare                 | 22 %          |
| topinambour                                       | Helianthus tuberosa             | 16,0 - 20,0 % |
| oignon                                            | Allium cepa                     | 1,1 - 10,1 %  |
| son de seigle                                     | Secale cereale                  | 7 %           |
| grains de seigle                                  | Secale cereale                  | 4,6 - 6,6 %   |
| artichaut                                         | Cynara scolymus                 | 2,0 - 6,8 %   |
| asperge                                           | Asparagus officinalis           | 1,4 - 4,1 %   |
| farine blanche                                    | Triticum aestivum ssp. aestivum | 1 - 4 %       |
| pâtes alimentaires                                | Triticum turgidum ssp. durum    | 1 - 4 %       |
| pain blanc                                        | Triticum aestivum ssp. aestivum | 0,7 - 2,8 %   |

## Applications

### Santé
Les fructanes favorisent le développement de la flore intestinale, ils sont reconnus actuellement comme étant des prébiotiques. Il semble que leur introduction régulière dans l'alimentation prévienne de l'apparition du cancer du côlon.
Selon une équipe de l'Université de Guadalajara au Mexique[citation nécessaire], ils sont capables de traverser l'estomac sans être détruits par les sucs digestifs de l'homme. Cette propriété pourrait être intéressante pour aider au traitement de certaines maladies comme la maladie de Crohn, le syndrome du côlon irritable ou le cancer du côlon, en associant par exemple certains principes actifs comme l'ibuprofène aux fructanes qui assureront son transport jusqu'au côlon.

### Agroalimentaire
Les fructanes entrent dans la composition d'aliments diététiques à cause de leurs qualités précitées et sont utilisés dans les aliments transformés, notamment les produits laitiers pour en améliorer la structure. On utilise alors des extraits de racine de variétés de chicorée produisant beaucoup d'inuline.
Les fructanes sont converties par l'industrie agroalimentaire en glucides à chaînes courtes (kestose, nystose) pour en faire des édulcorants de charge, peu caloriques et non cariogènes (carie dentaire).

### Autre
La synthèse chimique des fructanes permet de produire une quantité de composés utiles dans l'industrie tels que l'éthanol, l'hydroxyméthylfurfural (un composé-clé pour l'élaboration des détergents biodégradables) ou bien l'acide lévulinique (un précurseur des polyesters et des polyamides).

## Intolérance
Une étude de 2017 publiée dans la revue Gastroenterology laisse penser qu'en réalité, ce sont les fructanes plutôt que la présence de gluten dans les aliments, qui serait la cause de l'inconfort ou des ballonnements digestifs. 